# Nepiomorpha peripsocoides
Nepiomorpha peripsocoides är en insektsart som beskrevs av Edward L. Mockford 1955. Nepiomorpha peripsocoides ingår i släktet Nepiomorpha och familjen fransgaffelstövsländor. Inga underarter finns listade i Catalogue of Life.